# FC Dosta Bystrc-Kníničky
FC Dosta Bystrc-Kníničky (celým názvem: Fotbalový klub Dosta Bystrc-Kníničky) je český fotbalový klub, který sídlí v Brně-Bystrci v Jihomoravském kraji. Od sezóny 2019/20 působí v Přeboru Jihomoravského kraje (5. nejvyšší soutěž v České republice). Klubové barvy jsou zelená a bílá.
Své domácí zápasy odehrává na stadionu pod Přehradou s kapacitou 2 200 diváků.

## Historie
V roce 1932 byly založeny tři kluby, které jsou předchůdci dnešního FC. V Bystrci to byly 20. dubna Rudá hvězda Bystrc a v květnu Sportovní klub Bystrc, v Kníničkách, na dně dnešní brněnské přehrady, byl založen Dělnický sportovní klub Kníničky.
RH Bystrc si vybudovala malé hřiště v Údolí oddechu pod Holednou. Klub hrál okresní soutěže Rudých hvězd, které třikrát vyhrála. Protože hnutí Rudých hvězd naráželo na odpor veřejných činitelů, změnil klub název na Olympia Bystrc a posléze na Olympia Žebětín. Olympia působila v stále těžších podmínkách, a tak v roce 1939 odehrála poslední zápas a o rok později zanikla.

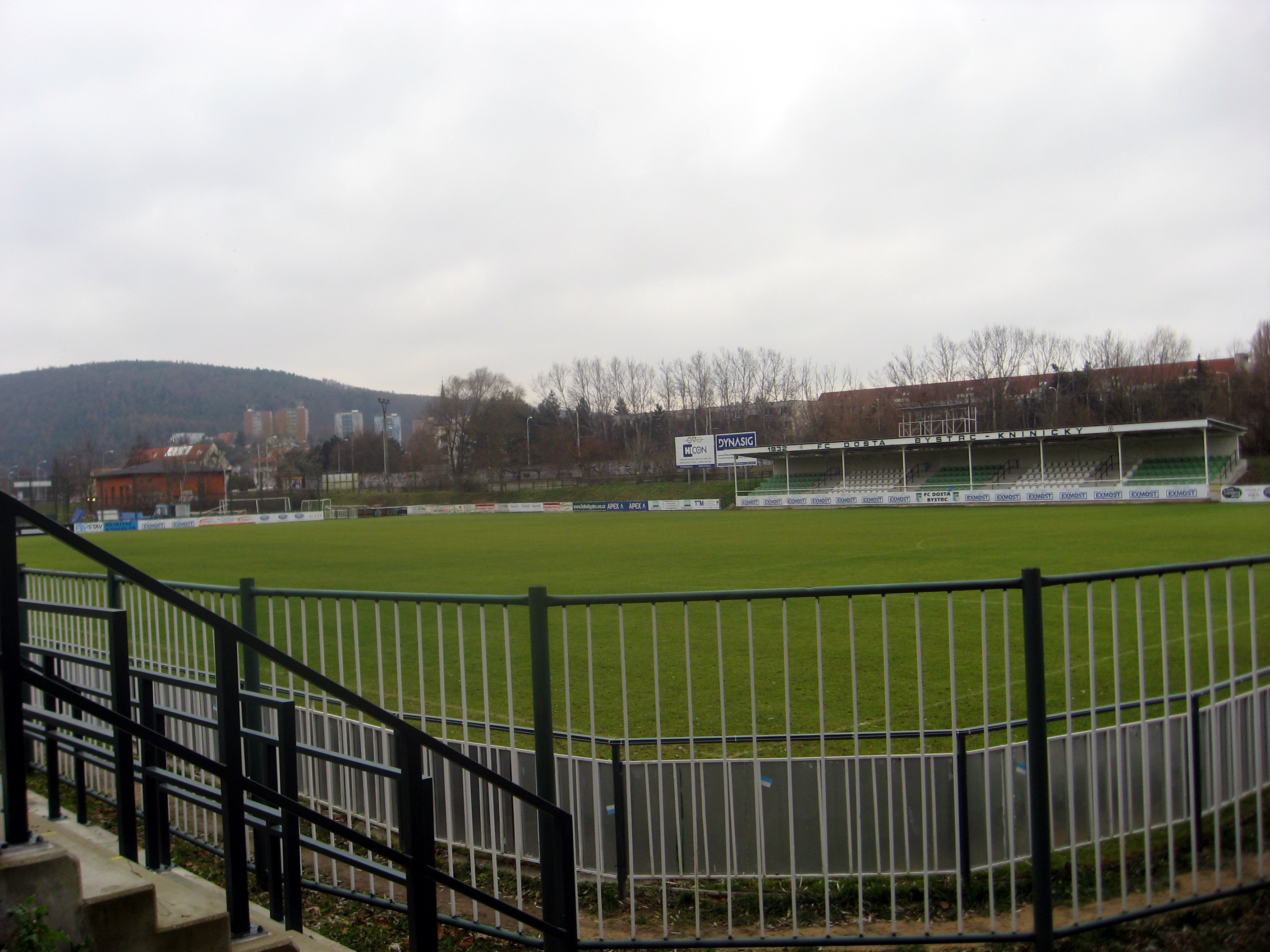
Stadion v Brně-Bystrci

Jedním ze zakladatelů klubu SK Bystrc byl i bystrcký starosta, a tak byly klubu přiděleny obecní pozemky na břehu Svratky, na nichž hraje bystrcký klub dodnes. 4. července 1933 bylo hřiště otevřeno. Klub se během let 1935–1940 probojoval až do župní I. A třídy, což byla třetí nejvyšší soutěž v zemi. Po Únoru 1948 klub splynul se Sokolem Bystrc; v roce 1950 došlo ke sloučení Sokola Bystrc a Kovomatu Brno a od následujícího roku klub vystupoval pod jménem TJ Sokol Kovomat Bystrc; v roce 1953 byl klub sloučen s Dynamem Energetika Brno do Dynama Energetika Bystrc, po tomto spojení došlo k vzestupu klubu. V letech 1955 a 1956 byl rekonstruován stadion. Od sezóny 1957 hrál klub pod starým názvem TJ Sokol Bystrc. V sezóně 1959/60 však došlo v klubu ke krizi, soutěž nedohrál a fotbalový oddíl byl zrušen.
DSK Kníničky si v roce 1933 vybudoval hřiště na obecním pozemku, na pískovišti Na Kaňavé. Hřiště fungovalo až do roku 1937, kdy muselo ustoupit stavbě přehrady a lidé se stěhovali do Nových Kníniček. DSK Kníničky hrál s RH Bystrc soutěž Rudých hvězd, ale kvůli těžkým podmínkám v roce 1936 přešel pod sbor dobrovolných hasičů a změnil název na Hasičský sportovní klub. Po válce si klub vybudoval nové hřiště pod přehradou nedaleko stadionu Bystrce na druhém břehu Svratky. V roce 1947 klub obnovil činnost jako SK Kníničky.

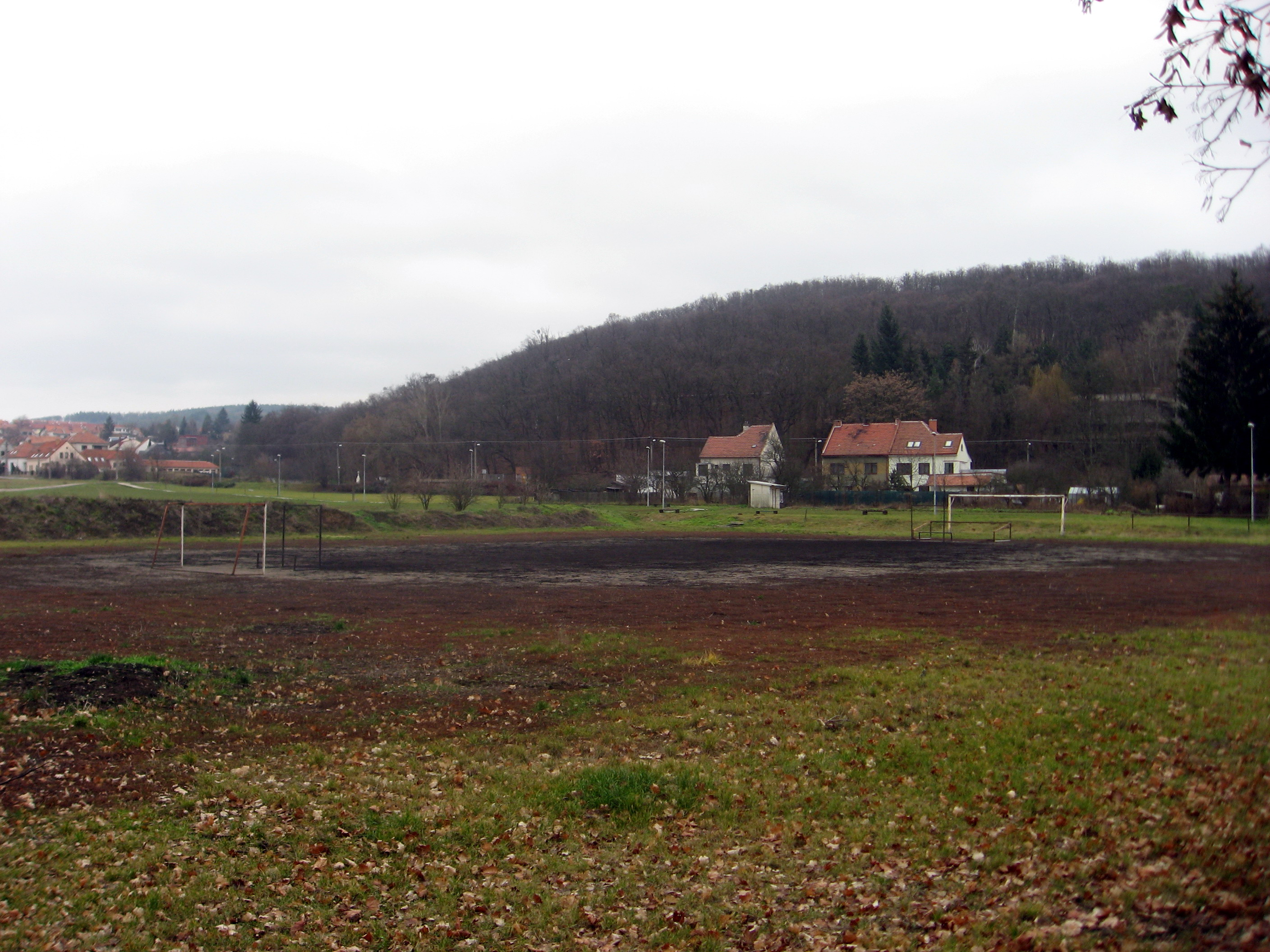
Škvárové hřiště u Kníniček (zde odehrával své zápasy B-tým Dosty)

Po připojení Bystrce i Kníniček k Brnu v roce 1960 byly 12. září 1961 sloučeny kluby z Bystrce a Kníniček do TJ Sokol Bystrc-Kníničky. Nový klub se dlouhá léta pohyboval v krajských soutěžích Jihomoravské župy. 29. ledna 1994 fotbalový klub vystoupil z tělovýchovné jednoty (TJ) a osamostatnil se, od 1. února 1994 tak nesl název FC Bystrc-Kníničky. V téže sezóně A-tým vybojoval historický postup do divize. V létě se stala sponzorem společnost DOSTA-EXMOST, a tak se klub od 21. července 1994 jmenuje FC Dosta Bystrc-Kníničky. Mužstvo po několika letech v divizi postoupilo v sezóně 2002/03 do MSFL.
V sezóně 2005/06 klub postoupil do 2. ligy, kde vydržel jednu sezónu. Třem hráčům a dvěma funkcionářům bylo prokázáno ovlivnění zápasu, za což bylo potrestáno zákazem činnosti několik fotbalistů Bystrce: Zdeněk Houšť (7 let), Aleš Schuster (6 let), Tomáš Mrázek (4 roky) a také trenér Tibor Duda (2 roky) a bývalý trenér Michael Benko (7 let), který vedl tou dobou brněnskou pobočku sázkové kanceláře Tipsport. Inkriminovaným utkáním bylo předposlední druholigové kolo, v němž Bystrc hostila Vítkovické. Hosté prohrávali o poločase 0:2, ale ve druhém stav otočili a zvítězili 4:2, čímž se zachránili ve druhé lize. V následujících dvou sezónách působil klub opět v MSFL, od sezóny 2010/11 hrála Dosta v divizní skupině D, od sezony 2014/15 hraje Přebor Jihomoravského kraje.

## Historické názvy

### Historické názvy SK Bystrc
- 1932 – SK Bystrc (Sportovní klub Bystrc)
- 1948 – Sokol Bystrc
- 1950 – TJ Sokol Kovomat Bystrc (Tělovýchovná jednota Sokol Kovomat Bystrc; sloučení s Kovomat Brno)
- 1953 – DSO Dynamo Energetika Bystrc (Dobrovolná sportovní organisace Dynamo Energetika Bystrc) – sloučení s klubem Dynamo Energetika Brno
- 1957 – TJ Sokol Bystrc (Tělovýchovná jednota Sokol Bystrc)

### Historické názvy DSK Kníničky
- 1932 – DSK Kníničky (Dělnický sportovní klub Kníničky)
- 1936 – HSK Kníničky (Hasičský sportovní klub Kníničky)
- 1947 – SK Kníničky (Sportovní klub Kníničky)

### Historické názvy po sloučení
- 1961 – TJ Sokol Bystrc-Kníničky (Tělovýchovná jednota Sokol Bystrc-Kníničky)
- 1994 – FC Bystrc-Kníničky (Fotbalový klub Dosta Bystrc-Kníničky)
- 1994 – FC Dosta Bystrc-Kníničky (Fotbalový klub Dosta Bystrc-Kníničky)

## Umístění v jednotlivých sezonách
Stručný přehled
Zdroj: 
- 1945–1947: I. B třída BZMŽF – I. okrsek
- 1978–1983: I. A třída Jihomoravského kraje – sk. A
- 1983–1986: Jihomoravský krajský přebor – sk. A
- 1986–1987: Jihomoravský krajský přebor
- 1991–1994: Jihomoravský župní přebor
- 1994–2003: Divize D
- 2003–2006: Moravskoslezská fotbalová liga
- 2006–2007: 2. liga
- 2007–2010: Moravskoslezská fotbalová liga
- 2010–2014: Divize D
- 2014–2018: Přebor Jihomoravského kraje
- 2018–2019: Divize D
- 2019– : Přebor Jihomoravského kraje

Jednotlivé ročníky
Zdroj: 
Legenda: Z – zápasy, V – výhry, R – remízy, P – porážky, VG – vstřelené góly, OG – obdržené góly, +/− – rozdíl skóre, B – body, červené podbarvení – sestup, zelené podbarvení – postup, fialové podbarvení – reorganizace, změna skupiny či soutěže
| Protektorát Čechy a Morava (1939 – 1945) |                                         |        |    |    |    |    |    |    |     |    |        |
| Sezóny                                   | Liga                                    | Úroveň | Z  | V  | R  | P  | VG | OG | +/− | B  | Pozice |
| ...                                      |                                         |        |    |    |    |    |    |    |     |    |        |
| 1941/42                                  | I. A třída BZMŽF                        | 3      | 23 | 12 | 2  | 9  | 59 | 68 | −9  | 26 | 6.     |
| ...                                      |                                         |        |    |    |    |    |    |    |     |    |        |
| Československo (1945 – 1993)             |                                         |        |    |    |    |    |    |    |     |    |        |
| Sezóny                                   | Liga                                    | Úroveň | Z  | V  | R  | P  | VG | OG | +/− | B  | Pozice |
| 1945/46                                  | I. B třída BZMŽF – I. okrsek            | 4      | 28 | 6  | 6  | 16 | 52 | 80 | −28 | 18 | 13.    |
| 1946/47                                  | I. B třída BZMŽF – I. okrsek            | 4      | 22 | 8  | 5  | 9  | 55 | 55 | 0   | 21 | 7.     |
| ...                                      |                                         |        |    |    |    |    |    |    |     |    |        |
| 1978/79                                  | I. A třída Jihomoravského kraje – sk. A | 5      | 26 | 13 | 3  | 10 | 34 | 35 | −1  | 29 | 3.     |
| 1979/80                                  | I. A třída Jihomoravského kraje – sk. A | 5      | 30 | 13 | 9  | 8  | 57 | 40 | +17 | 35 | 6.     |
| 1980/81                                  | I. A třída Jihomoravského kraje – sk. A | 5      | 30 | 10 | 8  | 12 | 42 | 52 | −10 | 28 | 12.    |
| 1981/82                                  | I. A třída Jihomoravského kraje – sk. A | 6      | 30 | 11 | 6  | 13 | 49 | 55 | −6  | 28 | 9.     |
| 1982/83                                  | I. A třída Jihomoravského kraje – sk. A | 6      | 30 | 14 | 7  | 9  | 63 | 48 | +15 | 35 | 6.     |
| 1983/84                                  | Jihomoravský krajský přebor – sk. A     | 5      | 26 | 8  | 8  | 10 | 38 | 42 | −4  | 24 | 7.     |
| 1984/85                                  | Jihomoravský krajský přebor – sk. A     | 5      | 26 | 12 | 5  | 9  | 37 | 30 | +7  | 29 | 3.     |
| 1985/86                                  | Jihomoravský krajský přebor – sk. A     | 5      | 26 | 14 | 4  | 8  | 53 | 41 | +12 | 32 | 5.     |
| 1986/87                                  | Jihomoravský krajský přebor             | 5      | 26 | 2  | 8  | 16 | 24 | 57 | −33 | 12 | 14.    |
| ...                                      |                                         |        |    |    |    |    |    |    |     |    |        |
| 1991/92                                  | Jihomoravský župní přebor               | 5      | 26 | 13 | 4  | 9  | 42 | 34 | +8  | 30 | 2.     |
| 1992/93                                  | Jihomoravský župní přebor               | 5      | 26 | 13 | 8  | 5  | 54 | 27 | +27 | 34 | 3.     |
| Česko (1993 – )                          |                                         |        |    |    |    |    |    |    |     |    |        |
| Sezóna                                   | Liga                                    | Úroveň | Z  | V  | R  | P  | VG | OG | +/− | B  | Pozice |
| 1993/94                                  | Jihomoravský župní přebor               | 5      | 30 | 16 | 11 | 3  | 81 | 39 | +42 | 43 | 1.     |
| 1994/95                                  | Divize D                                | 4      | 30 | 12 | 7  | 11 | 44 | 43 | +1  | 43 | 4.     |
| 1995/96                                  | Divize D                                | 4      | 30 | 10 | 8  | 12 | 41 | 45 | −4  | 38 | 7.     |
| 1996/97                                  | Divize D                                | 4      | 30 | 14 | 5  | 11 | 55 | 37 | +18 | 47 | 6.     |
| 1997/98                                  | Divize D                                | 4      | 30 | 14 | 5  | 11 | 49 | 44 | +5  | 47 | 5.     |
| 1998/99                                  | Divize D                                | 4      | 30 | 10 | 9  | 11 | 30 | 42 | −12 | 39 | 10.    |
| 1999/00                                  | Divize D                                | 4      | 30 | 12 | 7  | 11 | 39 | 36 | +3  | 43 | 8.     |
| 2000/01                                  | Divize D                                | 4      | 30 | 11 | 4  | 15 | 36 | 67 | −31 | 37 | 11.    |
| 2001/02                                  | Divize D                                | 4      | 30 | 13 | 10 | 7  | 48 | 36 | +12 | 49 | 4.     |
| 2002/03                                  | Divize D                                | 4      | 30 | 22 | 4  | 4  | 65 | 29 | +36 | 70 | 1.     |
| 2003/04                                  | Moravskoslezská fotbalová liga          | 3      | 30 | 17 | 5  | 8  | 51 | 33 | +18 | 56 | 2.     |
| 2004/05                                  | Moravskoslezská fotbalová liga          | 3      | 30 | 11 | 8  | 11 | 43 | 39 | +4  | 41 | 8.     |
| 2005/06                                  | Moravskoslezská fotbalová liga          | 3      | 30 | 13 | 11 | 6  | 35 | 26 | +9  | 50 | 2.     |
| 2006/07                                  | 2. liga                                 | 2      | 30 | 7  | 4  | 19 | 22 | 46 | −24 | 25 | 16.    |
| 2007/08                                  | Moravskoslezská fotbalová liga          | 3      | 30 | 12 | 11 | 7  | 42 | 34 | +8  | 47 | 7.     |
| 2008/09                                  | Moravskoslezská fotbalová liga          | 3      | 30 | 15 | 4  | 11 | 45 | 37 | +8  | 49 | 3.     |
| 2009/10                                  | Moravskoslezská fotbalová liga          | 3      | 28 | 5  | 7  | 16 | 17 | 41 | −24 | 22 | 15.    |
| 2010/11                                  | Divize D                                | 4      | 30 | 10 | 9  | 11 | 38 | 54 | −16 | 39 | 10.    |
| 2011/12                                  | Divize D                                | 4      | 30 | 15 | 6  | 9  | 45 | 27 | +18 | 51 | 2.     |
| 2012/13                                  | Divize D                                | 4      | 28 | 9  | 6  | 13 | 37 | 56 | −19 | 33 | 11.    |
| 2013/14                                  | Divize D                                | 4      | 30 | 7  | 10 | 13 | 48 | 60 | −12 | 31 | 15.    |
| 2014/15                                  | Přebor Jihomoravského kraje             | 5      | 30 | 15 | 8  | 7  | 58 | 39 | +19 | 53 | 5.     |
| 2015/16                                  | Přebor Jihomoravského kraje             | 5      | 32 | 19 | 5  | 8  | 80 | 38 | +42 | 62 | 3.     |
| 2016/17                                  | Přebor Jihomoravského kraje             | 5      | 30 | 18 | 3  | 9  | 74 | 49 | +25 | 57 | 3.     |
| 2017/18                                  | Přebor Jihomoravského kraje             | 5      | 30 | 17 | 6  | 7  | 61 | 44 | +17 | 57 | 4.     |
| 2018/19                                  | Divize D                                | 4      | 30 | 1  | 7  | 22 | 20 | 97 | −77 | 10 | 16.    |
| 2019/20                                  | Přebor Jihomoravského kraje             | 5      | 15 | 6  | 1  | 8  | 30 | 24 | +6  | 19 | 9.     |
| 2020/21                                  | Přebor Jihomoravského kraje             | 5      | 10 | 2  | 1  | 7  | 10 | 25 | −15 | 7  | 15     |
| 2021/22                                  | Přebor Jihomoravského kraje             | 5      | 30 | 12 | 10 | 8  | 46 | 33 | +13 | 46 | 7.     |
| 2022/23                                  | Přebor Jihomoravského kraje             | 5      | 30 | 14 | 8  | 8  | 44 | 29 | +15 | 50 | 5.     |
| 2023/24                                  | Přebor Jihomoravského kraje             | 5      | 30 | 9  | 7  | 14 | 39 | 42 | -3  | 34 | 10.    |
| 2024/25                                  | Přebor Jihomoravského kraje             | 5      | 30 | 8  | 8  | 14 | 35 | 49 | -14 | 32 | 13.    |

Poznámky
- 1941/42: Soutěž byla ukončena v neděli 2. srpna 1942.[6] Poslední zápas ročníku, po němž měla všechna mužstva shodný počet 23 odehraných utkání, se hrál v neděli 16. srpna 1942 v Hodoníně a domácí SK Moravia v něm prohrála s SK Bystrc 1:3 (poločas 1:0).[14]
- 1980/81: Po sezoně došlo k reorganizaci nižších soutěží.
- 1982/83: Po sezoně došlo k reorganizaci krajských soutěží.
- 1985/86: Po sezoně došlo k reorganizaci krajských soutěží.
- 2005/06: Postoupilo taktéž vítězné mužstvo Jakubčovic a Fotbal Třinec (4. místo).
- 2019/20 a 2020/21: Tyto dvě sezony byly ukončeny předčasně z důvodu pandemie covidu-19 v Česku.

## FC Dosta Bystrc-Kníničky „B“
FC Dosta Bystrc-Kníničky „B“ je rezervním týmem Dosty. Po skončení sezony 2007/08 byl po 55 letech rozpuštěn. B-mužstvo bylo obnoveno před sezonou 2021/22.

### Umístění v jednotlivých sezonách
Stručný přehled
Zdroj: 
- 1991–1993: Brněnský městský přebor
- 1993–1994: I. B třída Jihomoravské župy – sk. B
- 1994–1996: Okresní přebor Brno-venkov
- 1996–1997: Brněnský městský přebor
- 1997–1999: I. B třída Jihomoravské župy – sk. B
- 1999–2000: I. B třída Jihomoravské župy – sk. C
- 2000–2004: Brněnský městský přebor
- 2004–2006: I. B třída Jihomoravského kraje – sk. A
- 2006–2007: I. B třída Jihomoravského kraje – sk. B
- 2007–2008: I. B třída Jihomoravského kraje – sk. A
- 2008–2021: bez soutěže
- 2021– : Brněnská městská soutěž

Jednotlivé ročníky
Zdroj: 
Legenda: Z – zápasy, V – výhry, R – remízy, P – porážky, VG – vstřelené góly, OG – obdržené góly, +/− – rozdíl skóre, B – body, červené podbarvení – sestup, zelené podbarvení – postup, fialové podbarvení – reorganizace, změna skupiny či soutěže
| Československo (1991 – 1993) |                                                             |                                                             |                                                             |                                                             |                                                             |                                                             |                                                             |                                                             |                                                             |                                                             |                                                             |
| Sezóny                       | Liga                                                        | Úroveň                                                      | Z                                                           | V                                                           | R                                                           | P                                                           | VG                                                          | OG                                                          | +/−                                                         | B                                                           | Pozice                                                      |
| 1991/92                      | Brněnský městský přebor                                     | 8                                                           | 26                                                          | 15                                                          | 6                                                           | 5                                                           | 53                                                          | 23                                                          | +30                                                         | 36                                                          | 3.                                                          |
| 1992/93                      | Brněnský městský přebor                                     | 8                                                           | 26                                                          | 18                                                          | 2                                                           | 6                                                           | 67                                                          | 18                                                          | +49                                                         | 38                                                          | 1.                                                          |
| Česko (1993 – 2008)          |                                                             |                                                             |                                                             |                                                             |                                                             |                                                             |                                                             |                                                             |                                                             |                                                             |                                                             |
| Sezóna                       | Liga                                                        | Úroveň                                                      | Z                                                           | V                                                           | R                                                           | P                                                           | VG                                                          | OG                                                          | +/−                                                         | B                                                           | Pozice                                                      |
| 1993/94                      | I. B třída Jihomoravské župy – sk. B                        | 7                                                           | 26                                                          | 16                                                          | 5                                                           | 5                                                           | 53                                                          | 31                                                          | +22                                                         | 37                                                          | 1.                                                          |
| 1994/95                      | Okresní přebor Brno-venkov                                  | 8                                                           | 30                                                          | 10                                                          | 7                                                           | 13                                                          | 63                                                          | 47                                                          | +16                                                         | 37                                                          | 10.                                                         |
| 1995/96                      | Okresní přebor Brno-venkov                                  | 8                                                           | 30                                                          | 15                                                          | 6                                                           | 9                                                           | 76                                                          | 46                                                          | +30                                                         | 51                                                          | 2.                                                          |
| 1996/97                      | Brněnský městský přebor                                     | 8                                                           | 30                                                          | 22                                                          | 4                                                           | 4                                                           | 81                                                          | 34                                                          | +47                                                         | 70                                                          | 1.                                                          |
| 1997/98                      | I. B třída Jihomoravské župy – sk. B                        | 7                                                           | 26                                                          | 9                                                           | 6                                                           | 11                                                          | 38                                                          | 48                                                          | −10                                                         | 33                                                          | 8.                                                          |
| 1998/99                      | I. B třída Jihomoravské župy – sk. B                        | 7                                                           | 26                                                          | 10                                                          | 4                                                           | 12                                                          | 52                                                          | 52                                                          | 0                                                           | 34                                                          | 8.                                                          |
| 1999/00                      | I. B třída Jihomoravské župy – sk. C                        | 7                                                           | 26                                                          | 8                                                           | 3                                                           | 15                                                          | 49                                                          | 68                                                          | −19                                                         | 27                                                          | 13.                                                         |
| 2000/01                      | Brněnský městský přebor                                     | 8                                                           | 26                                                          | 14                                                          | 2                                                           | 10                                                          | 55                                                          | 40                                                          | +15                                                         | 44                                                          | 4.                                                          |
| 2001/02                      | Brněnský městský přebor                                     | 8                                                           | 24                                                          | 13                                                          | 3                                                           | 8                                                           | 64                                                          | 41                                                          | +23                                                         | 42                                                          | 4.                                                          |
| 2002/03                      | Brněnský městský přebor                                     | 8                                                           | 26                                                          | 10                                                          | 8                                                           | 8                                                           | 53                                                          | 41                                                          | +12                                                         | 38                                                          | 7.                                                          |
| 2003/04                      | Brněnský městský přebor                                     | 8                                                           | 26                                                          | 21                                                          | 2                                                           | 3                                                           | 83                                                          | 22                                                          | +61                                                         | 65                                                          | 1.                                                          |
| 2004/05                      | I. B třída Jihomoravského kraje – sk. A                     | 7                                                           | 26                                                          | 13                                                          | 4                                                           | 9                                                           | 47                                                          | 49                                                          | −2                                                          | 43                                                          | 5.                                                          |
| 2005/06                      | I. B třída Jihomoravského kraje – sk. A                     | 7                                                           | 26                                                          | 10                                                          | 5                                                           | 11                                                          | 49                                                          | 47                                                          | +2                                                          | 35                                                          | 8.                                                          |
| 2006/07                      | I. B třída Jihomoravského kraje – sk. B                     | 7                                                           | 26                                                          | 15                                                          | 4                                                           | 7                                                           | 60                                                          | 33                                                          | +27                                                         | 46                                                          | 3.                                                          |
| 2007/08                      | I. B třída Jihomoravského kraje – sk. A                     | 7                                                           | 26                                                          | 6                                                           | 3                                                           | 17                                                          | 34                                                          | 63                                                          | −29                                                         | 21                                                          | 13.                                                         |
| 2008–2021                    | V tomto období nebylo B-mužstvo přihlášeno v žádné soutěži. | V tomto období nebylo B-mužstvo přihlášeno v žádné soutěži. | V tomto období nebylo B-mužstvo přihlášeno v žádné soutěži. | V tomto období nebylo B-mužstvo přihlášeno v žádné soutěži. | V tomto období nebylo B-mužstvo přihlášeno v žádné soutěži. | V tomto období nebylo B-mužstvo přihlášeno v žádné soutěži. | V tomto období nebylo B-mužstvo přihlášeno v žádné soutěži. | V tomto období nebylo B-mužstvo přihlášeno v žádné soutěži. | V tomto období nebylo B-mužstvo přihlášeno v žádné soutěži. | V tomto období nebylo B-mužstvo přihlášeno v žádné soutěži. | V tomto období nebylo B-mužstvo přihlášeno v žádné soutěži. |
| 2021/22                      | Brněnská městská soutěž                                     | 9                                                           | 26                                                          | 12                                                          | 1                                                           | 13                                                          | 35                                                          | 49                                                          | −14                                                         | 37                                                          | 8.                                                          |
| 2022/23                      | Brněnská městská soutěž                                     | 9                                                           | 23                                                          | 13                                                          | 1                                                           | 9                                                           | 72                                                          | 51                                                          | +21                                                         | 40                                                          | 6.                                                          |

Poznámky
- 1993/94: Tým se z ekonomických důvodů nepřihlásil do I. A třídy, nýbrž do Okresního přeboru Brno-venkov. Hlavním důvodem byl postup A-mužstva do divizní soutěže. I. A třída byla postoupena Soběšicím, I. B třída pak Čebínu.[15]
- 2006/07: Týmu byly odečteny 3 body za nedoplatek.[15]
- 2007/08: Tým byl nucen hrát v azylu (podzim v Ořechově, jaro v Popůvkách), jelikož škvárové hřiště v Kníničkách dospělo do stavu nepoužitelnosti. Po sezoně bylo B-mužstvo zrušeno.[15]
- 2021/22: Před touto sezonou bylo B-mužstvo obnoveno.